# Wilfried Fiedler (Rechtswissenschaftler)
Wilfried Fiedler (* 22. Dezember 1940 in Hohenstadt, Mähren; † 4. Dezember 2023 in Saarbrücken) war ein deutscher Rechtswissenschaftler.

## Leben
Fiedler besuchte von 1951 bis zum Abitur 1960 die Ziehenschule in Frankfurt am Main. Danach studierte er Rechtswissenschaften und wurde im Januar 1970 an der Universität Freiburg mit einer Arbeit zur Staatskontinuität zum Dr. iur. promoviert. 1976 schloss er ebendort seine Habilitation mit einer Untersuchung über die Funktion und Bedeutung öffentlich-rechtlicher Zusagen im Verwaltungsrecht ab.
Danach war er von 1977 bis 1984 als Professor an der Universität Kiel tätig und dort Direktor des Instituts für Internationales Recht (seit 1995: Walther-Schücking-Institut für internationales Recht). 1984 folgte er einem Ruf an die Universität des Saarlandes auf den Lehrstuhl für Staatsrecht, Verwaltungsrecht und Völkerrecht, wo er bis zu seiner Emeritierung 2002 tätig war. Zudem war Fiedler 1996 und 1999 Lehrbeauftragter an der Universität Zürich.
Fiedler veröffentlichte viele Arbeiten zur Rechtslage des Deutschen Reiches nach 1945 und allgemein zur Staatskontinuität und Staatensukzession. Seit Mitte der 1980er-Jahre beschäftigte er sich verstärkt mit dem Recht des internationalen Kulturgüterschutzes; 1986 gründete er die Forschungsstelle „Schutz und Rückführung von Kulturgütern im geltenden Völkerrecht“, ab 1993 leitete er auf deutscher Seite die Fachgruppe Recht der Gemeinsamen deutsch-russischen Kommission zur beiderseitigen Rückführung von Kulturgütern. Er war Mitglied der Vereinigung für Verfassungsgeschichte.

## Ehrungen
Im November 1979 wurde Fiedler in die Geisteswissenschaftliche Klasse der Sudetendeutschen Akademie der Wissenschaften und Künste berufen.
Im Januar 2007 wurde Fiedler mit dem  Bundesverdienstkreuz am Bande geehrt.

## Werke (Auswahl)
Bücher
- Staatskontinuität und Verfassungsrechtsprechung. Zum Begriff der Kontinuität des deutschen Staatswesens, unter besonderer Berücksichtigung der Rechtsprechung des Bundesverfassungsgerichts. Carl Alber, Freiburg [u. a.] 1970 (zugl. Diss., Univ. Freiburg i. Br. 1970), ISBN 3-495-47208-8.
- Funktion und Bedeutung öffentlich-rechtlicher Zusagen im Verwaltungsrecht. Heidelberg 1977 (zugl. Habil.-Schrift, Univ. Freiburg 1976), ISBN 3-8114-2877-2.
- Das Kontinuitätsproblem im Völkerrecht. Karl Alber, Freiburg 1984, ISBN 978-3-495-47403-7.
- als Herausgeber: Verfassungsrecht und Völkerrecht. Gedächtnisschrift für Wilhelm Karl Geck. Carl Heymanns, Köln/Berlin/Bonn/München 1989, ISBN 3-452-21362-5.
- Kulturgüter als Kriegsbeute? Rechtliche Probleme der Rückführung deutscher Kulturgüter aus Rußland. C.F. Müller, Heidelberg 1995 (= Heidelberger Forum, Band 95), ISBN 978-3-8114-9695-8.

Aufsätze
- Staats- und völkerrechtliche Probleme des Staatsuntergangs, in: ZfP 1973, S. 170–178.
- Zum Wirkungsbereich der clausula rebus sic stantibus im Verwaltungsrecht, in: Verwaltungsarchiv 67 (1976), S. 125–155.
- Die Grenzen der „Deutschlandtheorien“ und die Bedeutung der Staatenpraxis, in: ZfP 1983, S. 366–383.
- Das völkerrechtliche Kontinuitätsproblem und die besonderen Fragen der Rechtslage Deutschlands, in: Boris Meissner, Gottfried Zieger (Hrsg.): Staatliche Kontinuität unter besonderer Berücksichtigung der Rechtslage Deutschlands, Köln 1983, S. 9–24.
- Materieller Rechtsstaat und soziale Homogenität. Zum 50. Todestag von Hermann Heller, in: JZ 1984, S. 201–211.
- Viermächte-Verantwortung ohne Friedensvertrag?, in: NJW 1985, S. 1049–1055.
- Die staats- und völkerrechtliche Stellung der Bundesrepublik Deutschland nach dem Teso-Beschluß des Bundesverfassungsgerichts, in: JZ 1988, S. 132–138.
- Die Rückgliederungen des Saarlandes an Deutschland – Erfahrungen für das Verhältnis zwischen Bundesrepublik Deutschland und DDR? Staats- und völkerrechtliche Überlegungen, in: JZ 1990, S. 668–675.
- Die Kontinuität des deutschen Staatswesens im Jahre 1990. Zur Einwirkung des Völkerrechts auf Verfassungslagen, in: AVR 31 (1993), S. 333–352.
- Der Zeitfaktor im Recht der Staatensukzession, in: Herbert Haller (Hrsg.): Staat und Recht. Festschrift für Günther Winkler, Wien 1997, ISBN 3-211-83024-3, S. 217–236.